# Hirajama Kijocugu
Hirajama Kijocugu (平山 清次; Hepburn: Kiyotsugu Hirayama) japán csillagász, akit a kisbolygók pályáinak vizsgálati eredménye alapján tartanak számon a csillagászati kutatásban.

## Jelentősége
Az égitestek pályáit a Naprendszerben az úgynevezett pályaelemek alapján is csoportosítani lehet. Ezt a munkát végezte el Hirajama a kisbolygók pályáinál. Azt találta, hogy a kisbolygópályák bizonyos típusok körül csoportosulnak. A kisbolygó csoportokat egyik tipikus képviselőjükről nevezte el. Az így kialakított kisbolygó csoportokat Hirajama-féle kisbolygócsaládoknak nevezték el.
Hirayama a következő családokat határozta meg az a félnagytengely, az i pályahajlás és az e excentricitás alapján:
1. Themis-család
2. Eos-család
3. Coronis-család
4. Maria-család
5. Phocaea-család
6. Flora-család

A kisbolygók pálya szerinti osztályozását később továbbfejlesztették. D. Brouwer (1951-ben), J. R. Arnold (1969-ben) tett közzé újabb kisbolygó-családokat. 1970-ben, a Palomar-Leyden kutatás eredményeként, C. J. von Houten bővítette a kisbolygócsaládok körét. Pályarezonanciák alapján bevezették a Hungaria, a Hilda és a Thule-családot is.
Ezek közül a legismertebb a Hungaria kisbolygótípust alkotó család. Névadója a 434 Hungaria kisbolygó. A Hungaria-típusú kisbolygók alkotják a kisbolygóöv belső szélét, míg a külső szélén a Jupiter pályájával Lagrange-ponti kapcsolatban lévő Trójaiak alkotják, melyek az L4 és L5 Lagrange-pont környezetében találhatók.
Az egyik további osztályozási szakasz J. G. Williams nevéhez fűződik. J. G. Williams a Jet Propulsion Laboratory munkatársa volt a California Institute of Technologyn. Egyik 1991-es közleményében már több, mint 100 kisbolygócsaládról tesz említést. A számítógépes technika jelentős mértékben kiterjeszthetővé tette a pályaelemek összehasonlításáról Hirajama által megkezdett módszert.

## Életrajza
Hirajama a tokiói csillagvizsgálóban dolgozott. Első munkája az 1901-es szumátrai napfogyatkozásról szól. 1910-ben a Halley-üstökösről írt közleményt. Első kisbolygópályákkal foglalkozó közleménye a tokiói Annales de l'Observatoire astronomique de Tokyo folyóiratban 1917-ben jelent meg. Ezt követte több közlemény a kisbolygók középmozgásáról, majd 1918-ban a The Astronomical Journal-ban híres, gyakran hivatkozott cikke a kisbolygó-családokról.

## Emlékezete
A Holdon Hirajama-krátert neveztek el róla, és egy kisbolygó is, az 1999 Hirayama, az ő nevét viseli.

## Külső hivatkozások
- Groups of asteroids probably of common origin, Astronomical Journal, Vol. 31, No. 743, pp. 185-188, 1918 októberi híradás a csillagászat fölfedezésről.
- Életrajzi adatok (Monthly Notices of the Royal Astronomical Society, Vol. 107, p. 42-44 - Obituary Notices :- Hirayama, Kiyotsugu) doi:10.1093/mnras/107.1.42a
- Hirayama cikke a Halley üstökösről
- Brouwer cikke 1951-ből.
- van Houten közleménye.
- Williams közleménye 1991-ből